# 清朝行政区划
清朝作为一个统治广阔领土和众多民族的王朝，以“因時順地、變通斟酌”的思想来设计地方行政制度。对于东北故地，设立驻防将军分管，辅以郡县制；对于汉地，明朝遗留的两京十三省被改造为十八省；对于蒙古，原有的千户、万户等单位被重新组织为盟、旗；对于新疆，主要沿用和改造了原有的伯克制，并派遣驻扎大臣带兵坐镇；对于西藏，则基本保留原有的宗、谿等行政单位。
晚清官員、學者屠寄所著并于清宣统二年（1910年）经清朝政府审定发行的《中国地理教科书》的“中国总论”一节中将清朝中国总分为五大区：内地（京畿及十八省）、关东（三省）、西域（新疆省）、北藩（内外蒙古）、西藩（青海西藏）。

## 疆域
1636年，皇太极改后金为大清，此时清朝领土大致沿明长城以北分布，包括今辽宁省、吉林省、黑龙江省、内蒙古自治区等地。
1644年，清军入关，此后直到1683年消灭位於台湾的明郑势力，清朝基本完全占领了明朝原有的领土。在此期间，清朝在东北的黑龙江流域与俄罗斯帝国开战，最终签订《尼布楚条约》将边界定在外兴安岭。
1690年起，清朝正式与中亚的准噶尔汗国开战，历经康雍乾三代，直到1759年平定大小和卓之乱，清朝完全控制天山南北的准噶尔故地，领土范围达到鼎盛——北至外兴安岭、萨彦岭；南至千里石塘、万里长沙；西至葱岭、拉达克；东至库页岛。
1842年，清朝西疆的拉达克被纳入英属印度势力范围，原隸廣東省東莞縣的香港岛也在《南京条约》中割让给英国。清朝从此多次割地赔款、转让租界治权，其中影响最大的莫过于1858年起俄国通过《瑷珲条约》等一系列条约夺得外东北、外西北，以及1895年日本通过《马关条约》夺得台湾（含澎湖廳）。
晚清经学部审定发行的地理教科书《蒙学中国地理教科书》简述了清末中国领土的四至，以及重要的分界标志和邻国：“中国之西界，踞亚洲之中枢，与英、俄两国属地相接。其地地势坟起，若覆笠然。故山水大干，皆发原于此焉。东隔东海，与日本国相望。南临南海，接法属之安南，及英属之缅甸。西南隔大山，与英属之印度分界。自西而北而东北，包中国之三面者，皆俄国之属地也。唯东北部之南境，隔鸭绿江，与朝鲜国相连”。
1912年清朝颁布《退位诏书》，宣告灭亡。诏书中写道“仍合满、汉、蒙、回、藏五族完全领土为一大中华民国”。

## 沿革

### 漢地
清代山海關以內、长城以南的漢族地區被稱為「漢地」、「關內」或「內地」。漢地的行政區劃承襲明代「省—府（州）—縣」的層級體制。一級政區為布政使司，通稱“行省”或“省”。二級政區為府、直隸州。府管轄的州（散州、屬州）不再領縣，形成了單式的三級制。清代初年，原為臨時差官的巡撫取代布政使，成為一省的長官。在一些民族雜居之處及戰略要地，設置了新型政區「廳」，分為省直轄的直隸廳和府轄的散廳。少數直隸廳下轄縣。
明代布政使司、按察使司派出的差官「道員」，在清代也保留下來。道員的統轄區域是「道」，介於省與府之間，有分巡道、分守道、糧儲道、鹽法道、兵備道等名目。清初的道並不是行政區，道員亦無品級。乾隆以後，定道員秩品為正四品，分巡道、分守道的職權也漸趨一致。有的道下直接領縣。有人認為清末的道實際上已成為省、府之間的行政區劃。
清代漢地政區的層級關係為：
|        |        |        |        |        |        |  |  |  |  |  |  |  |  |  |  | 布政使司 （省、行省） |      |      |      |      |      |  |  |  |  |  |  |  |  |  |  |        |        |        |        |        |        |  |  |  |  |  |  |  |  |  |  |  |  |  |  |  |  |  |  |  |  |  |  |
|        |        |        |        |        |        |  |  |  |  |  |  |  |  |  |  |                       |      |      |      |      |      |  |  |  |  |  |  |  |  |  |  |        |        |        |        |        |        |  |  |  |  |  |  |  |  |  |  |  |  |  |  |  |  |  |  |  |  |  |  |
|        |        |        |        |        |        |  |  |  |  |  |  |  |  |  |  | 道                    |      |      |      |      |      |  |  |  |  |  |  |  |  |  |  |        |        |        |        |        |        |  |  |  |  |  |  |  |  |  |  |  |  |  |  |  |  |  |  |  |  |  |  |
|        |        |        |        |        |        |  |  |  |  |  |  |  |  |  |  |                       |      |      |      |      |      |  |  |  |  |  |  |  |  |  |  |        |        |        |        |        |        |  |  |  |  |  |  |  |  |  |  |  |  |  |  |  |  |  |  |  |  |  |  |
|        |        |        |        |        |        |  |  |  |  |  |  |  |  |  |  |                       |      |      |      |      |      |  |  |  |  |  |  |  |  |  |  |        |        |        |        |        |        |  |  |  |  |  |  |  |  |  |  |  |  |  |  |  |  |  |  |  |  |  |  |
|        |        |        |        |        |        |  |  |  |  |  |  |  |  |  |  |                       |      |      |      |      |      |  |  |  |  |  |  |  |  |  |  |        |        |        |        |        |        |  |  |  |  |  |  |  |  |  |  |  |  |  |  |  |  |  |  |  |  |  |  |
| 直隸州 | 直隸州 | 直隸州 | 直隸州 | 直隸州 | 直隸州 |  |  |  |  |  |  |  |  |  |  | 府                    | 府   | 府   | 府   | 府   | 府   |  |  |  |  |  |  |  |  |  |  | 直隸廳 | 直隸廳 | 直隸廳 | 直隸廳 | 直隸廳 | 直隸廳 |  |  |  |  |  |  |  |  |  |  |  |  |  |  |  |  |  |  |  |  |  |  |
| 直隸州 | 直隸州 | 直隸州 | 直隸州 | 直隸州 | 直隸州 |  |  |  |  |  |  |  |  |  |  | 府                    | 府   | 府   | 府   | 府   | 府   |  |  |  |  |  |  |  |  |  |  | 直隸廳 | 直隸廳 | 直隸廳 | 直隸廳 | 直隸廳 | 直隸廳 |  |  |  |  |  |  |  |  |  |  |  |  |  |  |  |  |  |  |  |  |  |  |
|        |        |        |        |        |        |  |  |  |  |  |  |  |  |  |  |                       |      |      |      |      |      |  |  |  |  |  |  |  |  |  |  |        |        |        |        |        |        |  |  |  |  |  |  |  |  |  |  |  |  |  |  |  |  |  |  |  |  |  |  |
| 县     | 县     | 县     | 县     | 县     | 县     |  |  |  |  |  |  |  |  |  |  | 散州                  | 散州 | 散州 | 散州 | 散州 | 散州 |  |  |  |  |  |  |  |  |  |  | 散廳   | 散廳   | 散廳   | 散廳   | 散廳   | 散廳   |  |  |  |  |  |  |  |  |  |  |  |  |  |  |  |  |  |  |  |  |  |  |

#### 行省
在行省設置方面，基本沿襲明代所置的兩京與十三布政使司，即南北二京及山東、山西、河南、陝西、浙江、福建、江西、廣東、廣西、湖廣、四川、雲南、貴州。順治元年（1644年）定鼎北京，以盛京為留都。二年（1645年）改北直隶為直隶省，改南直隸為江南省。康熙三年（1664年），分湖廣為湖北、湖南二省。康熙六年（1667年），江南省正式分為江蘇、安徽二省。康熙七年，陝西省（此時陝西省不僅包括今日陝西省，亦包括甘肅省）正式分為陝西、甘肅二省，自此形成了「漢地十八省」的格局。
康熙二十二年（1683年），明鄭末代國主鄭克塽向清朝將領施琅投降，原隸屬明鄭的大員地區併入福建省，隸屬於臺廈道。光緒十一年（1885年），分福建省臺灣府置臺灣省。兩年後正式建省，稱「福建臺灣省」。光緒二十一年（1895年），因甲午战争戰敗，臺灣省被割讓予日本，遂被廢除。光緒三十年十二月（1905年1月），分江蘇江寧、淮安、揚州、徐州四府及通州、海州二直隸州置江淮省，旋即裁撤。此後至清末，內地仍為十八省，與東三省、新疆省合為二十二省。
| 省名     | 首府       | 首长               | 备注                                       |
| -------- | ---------- | ------------------ | ------------------------------------------ |
| 直隶省   | 保定、天津 | 直隶总督           |                                            |
| 山东省   | 济南       | 山东巡抚           |                                            |
| 山西省   | 太原       | 山西巡抚           |                                            |
| 河南省   | 开封       | 河南巡抚           |                                            |
| 奉天省   | 奉天       | 东三省总督         | 1907年裁盛京将军辖区设省。                 |
| 吉林省   | 吉林       | 吉林巡抚           | 1907年裁吉林将军辖区设省。                 |
| 黑龙江省 | 龙江       | 黑龙江巡抚         | 1907年裁黑龙江将军辖区设省。               |
| 江苏省   | 江宁、苏州 | 两江总督、江苏巡抚 | 清朝惯例总督与巡抚同驻一城，唯江苏省例外。 |
| 安徽省   | 安庆       | 安徽巡抚           |                                            |
| 江西省   | 南昌       | 江西巡抚           |                                            |
| 福建省   | 福州       | 闽浙总督           |                                            |
| 浙江省   | 杭州       | 浙江巡抚           |                                            |
| 湖北省   | 武昌       | 湖广总督           |                                            |
| 湖南省   | 长沙       | 湖南巡抚           |                                            |
| 陕西省   | 西安       | 陕西巡抚           |                                            |
| 甘肃省   | 兰州       | 陕甘总督           |                                            |
| 新疆省   | 迪化       | 新疆巡抚           | 1884年裁伊犁将军辖区设省。                 |
| 四川省   | 成都       | 四川总督           |                                            |
| 广东省   | 广州       | 两广总督           |                                            |
| 广西省   | 桂林       | 广西巡抚           |                                            |
| 云南省   | 云南       | 云贵总督           |                                            |
| 贵州省   | 贵阳       | 贵州巡抚           |                                            |

#### 衝繁疲難
清代的府、州、廳、縣，按照「衝、繁、疲、難」的考語分為不同等次。考語字數越多，地位就越重要。一般以四字俱全者為「最要缺」，三字者（衝繁難、衝疲難、繁疲難）為「要缺」，二字者（衝繁、繁難、繁疲、疲難、衝難、衝疲）為「中缺」、一字或無字者為「簡缺」。
- 衝：地當孔道者為衝
- 繁：政務紛紜者為繁
- 疲：賦多逋欠者為疲
- 難：民刁俗悍，命盜案多者為難

#### 土司
雲南、貴州、廣西、四川、湖南、湖北、甘肅等省設有土司，分為宣慰司、宣撫司、招討司、安撫司和長官司（長官為武職），與土府、土州、土縣（長官為文職）。土司的長官以當地各族頭人充任，可以世襲，由朝廷或地方官府頒給印信，歸所在地方之督撫、駐紮大臣管轄。宣慰等司的長官隸屬於兵部、土知府、土知州等官隸屬於吏部。雍正年間，雲南、貴州、廣西等省的土司開始改行流官制，史稱改土歸流。光緒、宣統之際，赵尔丰出任川滇邊務大臣，四川西部的藏人土司、西藏東部的宗也開始改土歸流。

### 滿洲
滿洲為清朝龍興之地。顺治年間入關後，以駐防八旗留守盛京瀋陽。康熙至乾隆年間，逐漸形成三個將軍轄區：盛京（奉天）、吉林、黑龍江，地位異於內地之行省。將軍之下設專城副都統分駐各城，並管理各城的臨近地區。副都統下有總管統領各旗。在漢民聚居之處，置府、州、縣、廳，如同關內。居於黑龍江、嫩江中上游的巴爾虎、達斡爾、索倫（鄂溫克）、鄂倫春、錫伯等族，編入八旗，由布特哈總管、呼倫貝爾總管管轄。黑龍江、烏蘇里江下游及庫頁島的赫哲、費雅喀、庫頁、奇楞等漁獵部落則分設姓長、鄉長，由三姓副都統管轄。
| - 盛京，由盛京将军統轄 - 奉天府 / 盛京副都統 - 锦州府 / 錦州副都統 - 熊岳副都統 - 金州副都統 - 興京副都統 | - 吉林，由吉林將軍統轄 - 寧古塔副都統 - 伯都訥副都統 - 三姓副都統 - 吉林副都統 - 阿勒楚喀副都統 - 拉林副都統 - 琿春副都統 | - 黑龍江，由黑龍江將軍統轄 - 黑龍江副都統 - 墨爾根副都統 - 齊齊哈爾副都統 - 布特哈副都統 - 呼蘭副都統 - 呼倫貝爾副都統 - 通肯副都統 |

光緒末年的甲午戰爭、八國聯軍之役與日俄戰爭嚴重動搖了清朝在東北地區的統治，迫使其廢除滿洲的旗民分治制度，設立行省。光緒三十三年（1907年），廢除盛京、吉林、黑龍江三地將軍衙門，改設奉天省、吉林省、黑龍江省；隨後裁撤各城副都統、總管，改為府、廳、州、縣。宣統三年（1911年），奉天省領八府、八廳、六州、三十三縣；吉林省領十一府、一州、五廳、十八縣；黑龍江省領七府、六廳、一州、七縣。

### 藩部
清代蒙古、西藏、青海、新疆与黑龙江布特哈（达呼尔、索伦、鄂伦春等族）被称为藩部，由理藩院管理。

#### 蒙古
明清之際，蒙古分為眾多部落（蒙古語稱為“艾馬克”），部落首領為“部長”（鄂拓克）或“汗”。清太宗時，依照滿洲八旗的組織形式，將蒙古各部落編為旗，完成建旗划界后，因各旗牧地固定，“旗”成为蒙古地区的基本行政單位，其長官為扎薩克或總管。旗下設“佐”（蘇木），相當於鄉。自此蒙古各部落被納入統一的行政體系之中。在地域上，蒙古地區大致分為察哈爾、內札薩克蒙古、西套蒙古、外札薩克蒙古（包括土謝圖汗部、賽音諾顏部、車臣汗部、札薩克圖汗部）、科布多與唐努乌梁海。
清代蒙古又分為內屬蒙古與外藩蒙古。內屬蒙古包括察哈爾、歸化城土默特、唐努烏梁海、阿爾泰烏梁海等部，各旗由朝廷派遣官員（一般為總管）治理，與內地的州、縣無異。外藩蒙古各旗則由當地的世襲札薩克管理，處於半自治狀態。在外藩蒙古，以若干旗合為一盟，設正、副盟長，掌管會盟事宜，對各旗札薩克進行監管。清代的盟是監察機構，並不能視為一級政區。
外藩蒙古又按其歸附清朝的先後分為內札薩克蒙古與外札薩克蒙古。內札薩克蒙古又被稱為內蒙古，於天命至康熙初年陸續歸附清朝。乾隆以後定為二十四部，共四十九旗，設六盟。內札薩克各旗不但政治地位很高，還保留了一定的兵權。康熙中期以後歸附清朝的各部落稱為外札薩克蒙古，包括漠北的喀爾喀四部、西套蒙古二旗、青海蒙古各部、科布多各札薩克旗、新疆舊土爾扈特部及中路和碩特部。外札薩克各旗無兵權，隸屬於當地的將軍、都統、駐紮大臣（西套蒙古二旗除外）。其中喀爾喀四部後來演變為外蒙古。

#### 青海
清代的青海不包括今西寧、海東、黃南以及青海省邊緣的部分地區。統轄青海地方的官員為西寧辦事大臣，常駐西寧（屬甘肅省）。青海大致以黃河為界，分為青海蒙古和玉樹等四十族土司。黃河以北主要為蒙古人，有和碩特、輝特、綽羅斯（準噶爾）、土爾扈特、喀爾喀五大部落。雍正三年（1725年），編青海蒙古為二十七旗，後增至二十九旗，由西寧辦事大臣主持會盟。另有察漢諾門罕牧地，實際上單獨為一喇嘛旗。道光三年（1823年），分黃河以北二十四旗為左、右翼二盟，每盟設正、副盟長各一人。
黃河以南主要為藏人，設有四十個土司，其中以玉樹土司最大，故稱玉樹等四十族土司。土司以下有土千戶、土百戶。嘉慶、道光年間，藏人不斷越過黃河向北遷徙，形成了環青海湖一帶的環海八族。

#### 西藏
西藏在清代又稱“唐古忒”、“圖伯特”，分為衛、喀木（康）、藏、阿里四部，以及霍爾三十九族地區。西藏地方的行政長官為駐藏大臣，駐喇薩，會同達賴喇嘛、班禪額爾德尼辦理藏內政務。其政令由噶廈（西藏官府）執行。西藏的基層政區是宗，大致相當於內地的縣，但規模很小。一些貴族、寺廟的莊園領地稱為“谿卡”，地位比宗低或者平級。宗的長官為“宗本”，谿的長官為“谿堆”，一般由噶廈委派，也有的由特定寺廟委任。後藏札什倫布附近的幾個宗，由班禪直接管理。
今那曲地區、昌都地區北部的各部落統稱霍爾三十九族，簡稱三十九族，為蒙古人後裔，由駐藏大臣的屬員夷情章京管轄。駐紮於達木（今當雄）的達木蒙古八旗，每旗設一佐領，不設總管，直屬於駐藏大臣。

#### 新疆
清代新疆分為天山北路的準部和天山南路的回部，統屬於伊犁將軍。其中的蒙古遊牧地區實行盟旗制。維吾爾、布魯特、塔吉克等族地區則實行伯克制。蒙古舊土爾扈特部與中路和碩特部設立旗、盟：舊土爾扈特部為南北東西四路烏訥恩素珠克圖盟，和碩特部為巴圖塞特奇勒圖盟。凖部地方設烏魯木齊都統，統轄烏魯木齊（迪化州）、庫爾喀喇烏蘇、吐魯番、哈密、古城、巴里坤（鎮西府）等城。其中迪化州、鎮西府由新疆與甘肅省雙重管轄。塔爾巴哈臺由塔爾巴哈臺參贊大臣管轄。伊犁及其以西地方由伊犁參贊大臣、領隊大臣管理。回部設總理回疆事務大臣（喀什噶爾參贊大臣），統轄喀什噶爾、葉爾羌、和闐、阿克蘇、烏什、庫車、喀喇沙爾等城。光緒十年（1884年），新疆建省，實行與內地相同的府、廳、州、縣體制。
| 新疆建省前的區域劃分                      |                                    |                    |      |
| 將軍                                      | 都統、參贊大臣                     | 辦事大臣、領隊大臣 | 轄區 |
| 伊犁將軍                                  |                                    |                    |      |
| 伊犁參贊大臣                              | 伊犁領隊大臣（五員）               | 伊犁               |      |
| 塔爾巴哈臺參贊大臣                        | 塔爾巴哈臺領隊大臣（兩員）         | 塔爾巴哈臺         |      |
| 烏魯木齊都統                              | 烏魯木齊副都統（烏魯木齊領隊大臣） | 烏魯木齊（迪化州） |      |
| 烏魯木齊都統                              | 哈密辦事大臣                       | 哈密               |      |
| 烏魯木齊都統                              | 吐魯番領隊大臣                     | 吐魯番             |      |
| 烏魯木齊都統                              | 巴里坤領隊大臣                     | 巴里坤（鎮西府）   |      |
| 烏魯木齊都統                              | 古城領隊大臣                       | 古城               |      |
| 烏魯木齊都統                              | 庫爾喀喇烏蘇領隊大臣               | 庫爾喀喇烏蘇       |      |
| 總理回疆事務參贊大臣 （喀什噶爾參贊大臣） | 直轄                               | 喀什噶爾           |      |
| 總理回疆事務參贊大臣 （喀什噶爾參贊大臣） | 英吉沙爾領隊大臣                   | 英吉沙爾           |      |
| 總理回疆事務參贊大臣 （喀什噶爾參贊大臣） | 葉爾羌辦事大臣                     | 葉爾羌             |      |
| 總理回疆事務參贊大臣 （喀什噶爾參贊大臣） | 和闐辦事大臣                       | 和闐               |      |
| 總理回疆事務參贊大臣 （喀什噶爾參贊大臣） | 阿克蘇辦事大臣                     | 阿克蘇             |      |
| 總理回疆事務參贊大臣 （喀什噶爾參贊大臣） | 烏什辦事大臣                       | 烏什               |      |
| 總理回疆事務參贊大臣 （喀什噶爾參贊大臣） | 庫車辦事大臣                       | 庫車               |      |
| 總理回疆事務參贊大臣 （喀什噶爾參贊大臣） | 喀喇沙爾辦事大臣                   | 喀喇沙爾           |      |

## 藩屬國
清朝共計有過大約19個藩屬國（非同時期）。
屬國在列強勢力開始進入遠東後盡數獨立出清朝或是遭列強佔領；中亞的屬國先後被俄罗斯帝国佔領，南亞的屬國及緬甸則成為大英帝国的保护国，安南、南掌則成為法國的保護國，而暹羅後也脫離屬國；東亞部份，琉球被日本占领；朝鲜則在甲午戰爭後宣布獨立為大韓帝國。
| 地區   | 今屬於                                    | 開始年份 | 結束年份 | 備註 |
| ------ | ----------------------------------------- | -------- | -------- | --- |
| 朝鲜   | 大韓民國，朝鮮民主主義人民共和國          | 1636年   | 1895年   | 1636年，後金攻佔朝鮮全境，朝鮮國王李倧投降，改向後金朝貢，成為清朝的附屬國。 1895年4月，中日甲午戰爭清朝戰敗，簽訂《馬關條約》，日本控制下的朝鮮政府宣佈終止與清朝的宗藩關係。                                               |
| 琉球   | 日本國沖繩縣、鹿兒島縣奄美群島            | 1652年   | 1879年   | 琉球原為明朝的藩屬國，後為清朝所滅，於是1652年琉球成為清朝的屬國。同時是日本薩摩藩、江戶幕府朝貢屬國，兩屬地位 1879年，日本在兩次琉球處分後吞併琉球王國並設為沖繩縣，琉球國自此正式滅亡，終止與清朝的宗藩關係。              |
| 暹罗   | 泰王國                                    | 1652年   | 1851年   | 清史稿記載：「順治九年（1652年）十二月，暹羅遣使請貢，並換給印、敕、勘合，允之。自是奉貢不絕。」 咸豐元年（1851年），太平天國起事，路截暹羅進貢使者，暹羅王怒，便不再向清朝進貢。                                            |
| 安南   | 越南社會主義共和國                        | 1660年   | 1885年   | 順治十七年（1660年）正式歸化於清朝。 雖然清朝在1885年中法越南戰爭獲勝，但在6月簽訂了《中法新約》，仍然放棄了對越南的宗主權，越南成為法國殖民地，終止與清朝的宗藩關係。                                                       |
| 南掌   | 老撾人民民主共和國                        | 1730年   | 1893年   | 清雍正八年（1730年），位居今老撾北部而與中國接壤的琅勃拉邦王國來貢，清室仍以「南掌」稱之。有清一代，南掌實指琅勃拉邦王國，而非原來的瀾滄王國。 1893年老撾被法國殖民者佔領成為法國的保護國，終止與清朝的宗藩關係。            |
| 缅甸   | 缅甸聯邦共和國                            | 1769年   | 1886年   | 乾隆三十四年（1769年）開始來貢。 光緒十二年（1886年），三次英緬戰爭後中國被迫與英國簽訂《中英緬甸條約》，放棄緬甸宗主國地位，終止與清朝的宗藩關係。                                                                          |
| 廓尔喀 | 尼泊尔联邦民主共和国                      | 1791年   | 1908年   | 1791年廓爾喀第二次入侵西藏失敗（乾隆十全武功最後一件）後開始向清朝每五年朝貢一次。 1908年尼泊爾徹底被英國控制，終止與清朝的宗藩關係。 廓爾喀是清朝最後一個藩屬國。                                                           |
| 哲孟雄 | 印度共和國錫金邦                          | 1791年   | 1861年   | 即錫金王國。1861年成為英國保护国，終止與清朝的宗藩關係。 |
| 浩罕   | 哈薩克南部                                | 1774年   | 1876年   | 1760年浩罕頭目額爾德尼歸附中國，1774年正式成為屬國，1876年被俄羅斯帝國吞併，終止與清朝的宗藩關係。 |
| 浩罕   | 烏茲別克東部                              | 1774年   | 1876年   | 1760年浩罕頭目額爾德尼歸附中國，1774年正式成為屬國，1876年被俄羅斯帝國吞併，終止與清朝的宗藩關係。 |
| 浩罕   | 塔吉克部分                                | 1774年   | 1876年   | 1760年浩罕頭目額爾德尼歸附中國，1774年正式成為屬國，1876年被俄羅斯帝國吞併，終止與清朝的宗藩關係。 |
| 浩罕   | 吉爾吉斯部分                              | 1774年   | 1876年   | 1760年浩罕頭目額爾德尼歸附中國，1774年正式成為屬國，1876年被俄羅斯帝國吞併，終止與清朝的宗藩關係。 |
| 哈萨克 | 哈萨克斯坦共和國                          |          | 1847年   | 1847年哈薩克汗國最後一位可汗克涅薩熱因內賊的出賣壯烈犧牲，哈薩克汗國覆滅，終止與清朝的宗藩關係。 |
| 安集延 | 乌兹别克斯坦東部                          |          |          | 永乐八年（1410年）始隨哈烈使臣至明朝朝貢，明朝滅亡後向清朝進貢。 |
| 坎巨提 | 巴基斯坦吉尔吉特-巴尔蒂斯坦的罕萨山谷一帶 | 1761年   | 1892年   | 1761年起坎巨提成為清朝的朝貢國。1891年，坎巨提被英國軍隊佔領，次年成為英屬印度的一個土邦，即「棍雜土邦」，但仍保持中國的屬國地位。1892年，中英達成共識，清廷承認坎巨提為「兩屬之國」。中華民國成立後，坎巨提停止向中國進貢。 |
| 蘇祿國 | 菲律賓蘇祿群島                            | 1726年   | 1885年   | 清史稿記載：「雍正四年（1726年），蘇祿國王毋漢未母拉律林遣使奉表，貢方物。定期五年一貢，貢道由福建。」 1885年，英國西班牙和德國簽訂了1885年馬德里議定書（Madrid Protocol of 1885），承認西班牙在蘇祿群島的主權。             |

## 領土變遷

### 失去領土及租借地
本表以各地區首次被割讓或租借之時間順序排列。本表僅列出在清朝時開始的領土管辖变化，包括仍保有主权的租借地，而民國及之後開始的領土變遷（如黑瞎子岛）不列入在內。若清朝開始的領土管辖变化在之後的朝代中亦有變遷，僅列出截止最後與清朝繼承國（中華民國、中华人民共和国）有關的變遷。如香港、澳門主權移交列入於內，而外東北割讓予俄羅斯帝國後不再追蹤（因為之後此地不再與中國有關聯）。另外政權的整體領土變遷，比如1912年中華民國成立、1949年中華人民共和國成立亦不列入於內。
| 地區                   | 今屬於                         | 大約面積（平方公里）                | 事件日期       | 獲取方           | 事件                       | 類型     | 備註 |
| 道光年間               | 道光年間                       | 道光年間                            | 道光年間       | 道光年間         | 道光年間                   | 道光年間 | 道光年間 |
| ---------------------- | ------------------------------ | ----------------------------------- | -------------- | ---------------- | -------------------------- | -------- | --- |
| 香港島                 | 香港特區香港島全境             | 78.65                               | 1842年         | 大英帝國         | 《南京条约》               | 割讓     | 1842-1941割讓予英，1941-1945日佔，1945-1997再次歸英，1997年7月1日主權移交至中華人民共和國。 香港島原屬广东省寶安縣，乃英屬香港之最初部分。 |
| 香港島                 | 香港特區香港島全境             | 78.65                               | 1941年         | 日本帝國         | 二戰香港保衛戰             | 佔領     | 1842-1941割讓予英，1941-1945日佔，1945-1997再次歸英，1997年7月1日主權移交至中華人民共和國。 香港島原屬广东省寶安縣，乃英屬香港之最初部分。 |
| 香港島                 | 香港特區香港島全境             | 78.65                               | 1945年         | 大英帝國         | 香港重光                   | 恢復管治 | 1842-1941割讓予英，1941-1945日佔，1945-1997再次歸英，1997年7月1日主權移交至中華人民共和國。 香港島原屬广东省寶安縣，乃英屬香港之最初部分。 |
| 香港島                 | 香港特區香港島全境             | 78.65                               | 1997年7月1日   | 中華人民共和國   | 香港主權移交               | 主權移交 | 1842-1941割讓予英，1941-1945日佔，1945-1997再次歸英，1997年7月1日主權移交至中華人民共和國。 香港島原屬广东省寶安縣，乃英屬香港之最初部分。 |
| 拉達克                 | 印度拉達克中央直轄區           | 59,146                              | 1842           | 大英帝國         | 森巴戰爭                   | 佔領     | 原屬於西藏的阿里地區，位於清朝西藏的最西端。1842年克什米爾的森巴部落入侵西藏。戰爭始於森巴吞併拉達克王國，繼而入侵阿里。藏軍收復阿里後，在拉達克境內被森巴軍擊敗，於是雙方議和。西藏與克什米爾達成協議，劃定拉達克與古格、普蘭之邊界，自此拉達克地區脫離阿里三圍。此戰之後，拉達克隨著查謨和克什米爾土邦淪為英國屬地，逐漸成為英屬印度的一部份。 包括班公錯西半部。 |
| 咸豐年間               |                                |                                     |                |                  |                            |          | |
| 黑龙江以北             | 俄羅斯阿穆尔州大部分地區       | 約60萬                              | 1858年         | 俄羅斯帝國       | 《璦琿條約》               | 割讓     | 原清朝黑龍江省北部，清朝吉林省北部。 北界為外興安嶺，原本最東段的清俄邊界。包括廟街。 此條約後中國在黑龍江以北的領土幾乎全部被割讓，僅剩江東六十四屯以及海蘭泡 ，但在1900年仍被俄羅斯帝國佔領，見後。 不包括黑瞎子岛、江東六十四屯以及尼布楚。 此事件是中國近代以來土地失去最多的一次割讓。 |
| 黑龙江以北             | 俄羅斯哈巴罗夫斯克边疆区部分   | 約60萬                              | 1858年         | 俄羅斯帝國       | 《璦琿條約》               | 割讓     | 原清朝黑龍江省北部，清朝吉林省北部。 北界為外興安嶺，原本最東段的清俄邊界。包括廟街。 此條約後中國在黑龍江以北的領土幾乎全部被割讓，僅剩江東六十四屯以及海蘭泡 ，但在1900年仍被俄羅斯帝國佔領，見後。 不包括黑瞎子岛、江東六十四屯以及尼布楚。 此事件是中國近代以來土地失去最多的一次割讓。 |
| 黑龙江以北             | 俄羅斯犹太自治州全境           | 約60萬                              | 1858年         | 俄羅斯帝國       | 《璦琿條約》               | 割讓     | 原清朝黑龍江省北部，清朝吉林省北部。 北界為外興安嶺，原本最東段的清俄邊界。包括廟街。 此條約後中國在黑龍江以北的領土幾乎全部被割讓，僅剩江東六十四屯以及海蘭泡 ，但在1900年仍被俄羅斯帝國佔領，見後。 不包括黑瞎子岛、江東六十四屯以及尼布楚。 此事件是中國近代以來土地失去最多的一次割讓。 |
| 九龍                   | 香港特區九龍全境，以及昂船洲   | 47                                  | 1860年         | 大英帝國         | 《北京條約》               | 割讓     | 1860-1941割讓予英，1941-1945日佔，1945-1997再次歸英，1997年7月1日主權移交至中華人民共和國。 九龍原屬广东省寶安縣，乃英屬香港兩次拓展的第一次。 包括昂船洲，昂船洲原為九龍半島西面的島嶼，但經過1995年填海後已與九龍半島連成一片，成為當中一部份。 |
| 九龍                   | 香港特區九龍全境，以及昂船洲   | 47                                  | 1941年         | 大日本帝國       | 二戰香港保衛戰             | 佔領     | 1860-1941割讓予英，1941-1945日佔，1945-1997再次歸英，1997年7月1日主權移交至中華人民共和國。 九龍原屬广东省寶安縣，乃英屬香港兩次拓展的第一次。 包括昂船洲，昂船洲原為九龍半島西面的島嶼，但經過1995年填海後已與九龍半島連成一片，成為當中一部份。 |
| 九龍                   | 香港特區九龍全境，以及昂船洲   | 47                                  | 1945年         | 大英帝國         | 香港重光                   | 恢復管治 | 1860-1941割讓予英，1941-1945日佔，1945-1997再次歸英，1997年7月1日主權移交至中華人民共和國。 九龍原屬广东省寶安縣，乃英屬香港兩次拓展的第一次。 包括昂船洲，昂船洲原為九龍半島西面的島嶼，但經過1995年填海後已與九龍半島連成一片，成為當中一部份。 |
| 九龍                   | 香港特區九龍全境，以及昂船洲   | 47                                  | 1997年7月1日   | 中華人民共和國   | 香港主權移交               | 主權移交 | 1860-1941割讓予英，1941-1945日佔，1945-1997再次歸英，1997年7月1日主權移交至中華人民共和國。 九龍原屬广东省寶安縣，乃英屬香港兩次拓展的第一次。 包括昂船洲，昂船洲原為九龍半島西面的島嶼，但經過1995年填海後已與九龍半島連成一片，成為當中一部份。 |
| 乌苏里江以東           | 俄羅斯濱海邊疆區全境           | 約40萬                              | 1860年         | 俄羅斯帝國       | 《中俄北京条约》           | 割讓     | 原清朝吉林省大部分。包括海參崴，双城子，伯力以及库页岛。 不包括黑瞎子岛以及俄羅斯薩哈林州之南千岛群岛。 至此中國不再為日本海以及鄂霍次克海（古稱「北海」）沿岸國家，吉林省也從中國海岸線最長的省份變成內陸省，並丟失原中國第一大島嶼庫頁島至今。 |
| 乌苏里江以東           | 俄羅斯哈巴罗夫斯克边疆区部分   | 約40萬                              | 1860年         | 俄羅斯帝國       | 《中俄北京条约》           | 割讓     | 原清朝吉林省大部分。包括海參崴，双城子，伯力以及库页岛。 不包括黑瞎子岛以及俄羅斯薩哈林州之南千岛群岛。 至此中國不再為日本海以及鄂霍次克海（古稱「北海」）沿岸國家，吉林省也從中國海岸線最長的省份變成內陸省，並丟失原中國第一大島嶼庫頁島至今。 |
| 乌苏里江以東           | 俄羅斯萨哈林州库页岛全境       | 約40萬                              | 1860年         | 俄羅斯帝國       | 《中俄北京条约》           | 割讓     | 原清朝吉林省大部分。包括海參崴，双城子，伯力以及库页岛。 不包括黑瞎子岛以及俄羅斯薩哈林州之南千岛群岛。 至此中國不再為日本海以及鄂霍次克海（古稱「北海」）沿岸國家，吉林省也從中國海岸線最長的省份變成內陸省，並丟失原中國第一大島嶼庫頁島至今。 |
| 同治年間               |                                |                                     |                |                  |                            |          | |
| 外西北                 | 哈薩克斯坦部分地區             | 約44萬                              | 1864年         | 俄羅斯帝國       | 《中俄勘分西北界约记》     | 割讓     | 包括哈萨克斯坦最大城市兼前首都阿拉木图。 斋桑泊、阿拉湖、伊塞克湖、巴尔喀什湖等湖泊也位於這一地區。 |
| 外西北                 | 吉尔吉斯斯坦部分地區           | 約44萬                              | 1864年         | 俄羅斯帝國       | 《中俄勘分西北界约记》     | 割讓     | 包括哈萨克斯坦最大城市兼前首都阿拉木图。 斋桑泊、阿拉湖、伊塞克湖、巴尔喀什湖等湖泊也位於這一地區。 |
| 外西北                 | 塔吉克斯坦部分地區             | 約44萬                              | 1864年         | 俄羅斯帝國       | 《中俄勘分西北界约记》     | 割讓     | 包括哈萨克斯坦最大城市兼前首都阿拉木图。 斋桑泊、阿拉湖、伊塞克湖、巴尔喀什湖等湖泊也位於這一地區。 |
| 外西北                 | 土庫曼斯坦部分地區             | 約44萬                              | 1864年         | 俄羅斯帝國       | 《中俄勘分西北界约记》     | 割讓     | 包括哈萨克斯坦最大城市兼前首都阿拉木图。 斋桑泊、阿拉湖、伊塞克湖、巴尔喀什湖等湖泊也位於這一地區。 |
| 外西北                 | 烏茲別克斯坦部分地區           | 約44萬                              | 1864年         | 俄羅斯帝國       | 《中俄勘分西北界约记》     | 割讓     | 包括哈萨克斯坦最大城市兼前首都阿拉木图。 斋桑泊、阿拉湖、伊塞克湖、巴尔喀什湖等湖泊也位於這一地區。 |
| 光緒年間               |                                |                                     |                |                  |                            |          | |
| 澳門                   | 澳門特區全境                   | 11.6（1912年）                      | 1887年         | 葡萄牙王國       | 《中葡和好通商條約》       | 租借     | 1557年葡萄牙人向明朝租借，直至1887年，葡萄牙與清朝簽訂有效期為40年的《中葡和好通商條約》，1999年12月20日葡萄牙將澳門主權移交至中華人民共和國政府。 另外與香港不同，澳門在二戰期間並未被日本佔領過。而是一直由葡萄牙統治。 |
| 澳門                   | 澳門特區全境                   | 11.6（1912年）                      | 1999年12月20日 | 中華人民共和國   | 澳門主權移交               | 主權移交 | 1557年葡萄牙人向明朝租借，直至1887年，葡萄牙與清朝簽訂有效期為40年的《中葡和好通商條約》，1999年12月20日葡萄牙將澳門主權移交至中華人民共和國政府。 另外與香港不同，澳門在二戰期間並未被日本佔領過。而是一直由葡萄牙統治。 |
| 台灣                   | 福建臺灣省全境及所有附屬各島嶼 | 約3.6萬                             | 1895年4月17日  | 大日本帝國       | 《马关条约》               | 割讓     | 包括今中華民國實際控制的大部分領土，但不包括金門馬祖地區以及東沙群島等南海島嶼。 1895年，清政府因在甲午战争戰敗，與日本簽訂马关条约，臺灣割讓。1945年，日本投降，喪失臺灣和澎湖的主權，中華民國政府根據《一般命令第一號》接管台灣和澎湖群島，後因第二次國共內戰遷台並統治至今。 |
| 台灣                   | 澎湖群島全境                   | 約3.6萬                             | 1945年9月2日   | 中華民國         | 二戰日本戰敗               | 佔領     | 包括今中華民國實際控制的大部分領土，但不包括金門馬祖地區以及東沙群島等南海島嶼。 1895年，清政府因在甲午战争戰敗，與日本簽訂马关条约，臺灣割讓。1945年，日本投降，喪失臺灣和澎湖的主權，中華民國政府根據《一般命令第一號》接管台灣和澎湖群島，後因第二次國共內戰遷台並統治至今。 |
| 关东州（旅順，大連）   | 辽宁省大连市南部               | 3,462                               | 1895年4月17日  | 大日本帝國       | 《马关条约》               | 割讓     | 1895年割讓予日，1895-1898清朝收回，1898-1905俄租，1905-1945日租，1945-1955蘇佔，1955年收回。 1895年4月17日甲午战争清朝戰敗，《马关条约》割讓遼東半島予大日本帝國。 6日後，俄羅斯、德國與法國以提供「友善勸告」為藉口，使日本把遼東半島交還給大清帝國（三國干涉還遼）。 1898年3月27日，帝俄以三國干涉還遼有功，迫使清政府與之簽訂了《旅大租地條約》，租借該地，並將旅順港改為亞瑟港，大連改為達里尼，设置关东州管辖该地区。 1904年日俄戰爭，次年日軍奪取該地，沿用关东州行政区划，並旅顺、大连兩地改回原名。 1945年，二戰日本戰敗，根據雅尔塔协定，旅順港由蘇聯占用。 1954年，赫魯曉夫訪華，提出歸還此地，翌年，蘇聯將旅順主權移交至中華人民共和國。 此「關東」乃「山海关以東」，與日本關東地區無關，但是是日本關東軍的名稱來源。 包括今大連中山区、西岗区、沙河口区、甘井子区、旅顺口区、金州区以及长海县。 不包括瓦房店市、普兰店区和庄河市。 |
| 关东州（旅順，大連）   | 辽宁省大连市南部               | 3,462                               | 1895年4月23日  | 大清帝國         | 三國干涉還遼               | 主權移交 | 1895年割讓予日，1895-1898清朝收回，1898-1905俄租，1905-1945日租，1945-1955蘇佔，1955年收回。 1895年4月17日甲午战争清朝戰敗，《马关条约》割讓遼東半島予大日本帝國。 6日後，俄羅斯、德國與法國以提供「友善勸告」為藉口，使日本把遼東半島交還給大清帝國（三國干涉還遼）。 1898年3月27日，帝俄以三國干涉還遼有功，迫使清政府與之簽訂了《旅大租地條約》，租借該地，並將旅順港改為亞瑟港，大連改為達里尼，设置关东州管辖该地区。 1904年日俄戰爭，次年日軍奪取該地，沿用关东州行政区划，並旅顺、大连兩地改回原名。 1945年，二戰日本戰敗，根據雅尔塔协定，旅順港由蘇聯占用。 1954年，赫魯曉夫訪華，提出歸還此地，翌年，蘇聯將旅順主權移交至中華人民共和國。 此「關東」乃「山海关以東」，與日本關東地區無關，但是是日本關東軍的名稱來源。 包括今大連中山区、西岗区、沙河口区、甘井子区、旅顺口区、金州区以及长海县。 不包括瓦房店市、普兰店区和庄河市。 |
| 关东州（旅順，大連）   | 辽宁省大连市南部               | 3,462                               | 1898年3月27日  | 俄羅斯帝國       | 《旅大租地条约》           | 租借     | 1895年割讓予日，1895-1898清朝收回，1898-1905俄租，1905-1945日租，1945-1955蘇佔，1955年收回。 1895年4月17日甲午战争清朝戰敗，《马关条约》割讓遼東半島予大日本帝國。 6日後，俄羅斯、德國與法國以提供「友善勸告」為藉口，使日本把遼東半島交還給大清帝國（三國干涉還遼）。 1898年3月27日，帝俄以三國干涉還遼有功，迫使清政府與之簽訂了《旅大租地條約》，租借該地，並將旅順港改為亞瑟港，大連改為達里尼，设置关东州管辖该地区。 1904年日俄戰爭，次年日軍奪取該地，沿用关东州行政区划，並旅顺、大连兩地改回原名。 1945年，二戰日本戰敗，根據雅尔塔协定，旅順港由蘇聯占用。 1954年，赫魯曉夫訪華，提出歸還此地，翌年，蘇聯將旅順主權移交至中華人民共和國。 此「關東」乃「山海关以東」，與日本關東地區無關，但是是日本關東軍的名稱來源。 包括今大連中山区、西岗区、沙河口区、甘井子区、旅顺口区、金州区以及长海县。 不包括瓦房店市、普兰店区和庄河市。 |
| 关东州（旅順，大連）   | 辽宁省大连市南部               | 3,462                               | 1905年         | 大日本帝國       | 《朴茨茅斯和约》           | 租借     | 1895年割讓予日，1895-1898清朝收回，1898-1905俄租，1905-1945日租，1945-1955蘇佔，1955年收回。 1895年4月17日甲午战争清朝戰敗，《马关条约》割讓遼東半島予大日本帝國。 6日後，俄羅斯、德國與法國以提供「友善勸告」為藉口，使日本把遼東半島交還給大清帝國（三國干涉還遼）。 1898年3月27日，帝俄以三國干涉還遼有功，迫使清政府與之簽訂了《旅大租地條約》，租借該地，並將旅順港改為亞瑟港，大連改為達里尼，设置关东州管辖该地区。 1904年日俄戰爭，次年日軍奪取該地，沿用关东州行政区划，並旅顺、大连兩地改回原名。 1945年，二戰日本戰敗，根據雅尔塔协定，旅順港由蘇聯占用。 1954年，赫魯曉夫訪華，提出歸還此地，翌年，蘇聯將旅順主權移交至中華人民共和國。 此「關東」乃「山海关以東」，與日本關東地區無關，但是是日本關東軍的名稱來源。 包括今大連中山区、西岗区、沙河口区、甘井子区、旅顺口区、金州区以及长海县。 不包括瓦房店市、普兰店区和庄河市。 |
| 关东州（旅順，大連）   | 辽宁省大连市南部               | 3,462                               | 1945年         | 蘇聯             | 二戰日本戰敗 雅尔塔协定    | 佔領     | 1895年割讓予日，1895-1898清朝收回，1898-1905俄租，1905-1945日租，1945-1955蘇佔，1955年收回。 1895年4月17日甲午战争清朝戰敗，《马关条约》割讓遼東半島予大日本帝國。 6日後，俄羅斯、德國與法國以提供「友善勸告」為藉口，使日本把遼東半島交還給大清帝國（三國干涉還遼）。 1898年3月27日，帝俄以三國干涉還遼有功，迫使清政府與之簽訂了《旅大租地條約》，租借該地，並將旅順港改為亞瑟港，大連改為達里尼，设置关东州管辖该地区。 1904年日俄戰爭，次年日軍奪取該地，沿用关东州行政区划，並旅顺、大连兩地改回原名。 1945年，二戰日本戰敗，根據雅尔塔协定，旅順港由蘇聯占用。 1954年，赫魯曉夫訪華，提出歸還此地，翌年，蘇聯將旅順主權移交至中華人民共和國。 此「關東」乃「山海关以東」，與日本關東地區無關，但是是日本關東軍的名稱來源。 包括今大連中山区、西岗区、沙河口区、甘井子区、旅顺口区、金州区以及长海县。 不包括瓦房店市、普兰店区和庄河市。 |
| 关东州（旅順，大連）   | 辽宁省大连市南部               | 3,462                               | 1955年         | 中華人民共和國   | 赫魯曉夫1954年訪華         | 主權移交 | 1895年割讓予日，1895-1898清朝收回，1898-1905俄租，1905-1945日租，1945-1955蘇佔，1955年收回。 1895年4月17日甲午战争清朝戰敗，《马关条约》割讓遼東半島予大日本帝國。 6日後，俄羅斯、德國與法國以提供「友善勸告」為藉口，使日本把遼東半島交還給大清帝國（三國干涉還遼）。 1898年3月27日，帝俄以三國干涉還遼有功，迫使清政府與之簽訂了《旅大租地條約》，租借該地，並將旅順港改為亞瑟港，大連改為達里尼，设置关东州管辖该地区。 1904年日俄戰爭，次年日軍奪取該地，沿用关东州行政区划，並旅顺、大连兩地改回原名。 1945年，二戰日本戰敗，根據雅尔塔协定，旅順港由蘇聯占用。 1954年，赫魯曉夫訪華，提出歸還此地，翌年，蘇聯將旅順主權移交至中華人民共和國。 此「關東」乃「山海关以東」，與日本關東地區無關，但是是日本關東軍的名稱來源。 包括今大連中山区、西岗区、沙河口区、甘井子区、旅顺口区、金州区以及长海县。 不包括瓦房店市、普兰店区和庄河市。 |
| 刘公岛                 | 山东省威海港附近               | 3.15                                | 1895年2月17日  | 大日本帝國       | 甲午战争                   | 佔領     | 1895年2月17日日本軍在甲午战争後期登上了劉公島，接收了島上的所有軍事設施、大量的軍備物資，並俘獲了北洋艦隊殘餘港內的十艘軍艦。經營近20年的北洋艦隊就此終結。 1898年，英國租借威海衛，該島也包括於內。1930年10月，中國收回除劉公島外的威海衛，而該島為英國海軍續租10年。在民國政府準備收回該島前的1938年被日軍再次佔領。而中國政府再次控制該島則要到1945年二战結束後才得以實現。 |
| 刘公岛                 | 山东省威海港附近               | 3.15                                | 1898年         | 大英帝國         | 《订租威海卫专条》         | 租借     | 1895年2月17日日本軍在甲午战争後期登上了劉公島，接收了島上的所有軍事設施、大量的軍備物資，並俘獲了北洋艦隊殘餘港內的十艘軍艦。經營近20年的北洋艦隊就此終結。 1898年，英國租借威海衛，該島也包括於內。1930年10月，中國收回除劉公島外的威海衛，而該島為英國海軍續租10年。在民國政府準備收回該島前的1938年被日軍再次佔領。而中國政府再次控制該島則要到1945年二战結束後才得以實現。 |
| 刘公岛                 | 山东省威海港附近               | 3.15                                | 1938年         | 大日本帝國       | 日本侵華                   | 佔領     | 1895年2月17日日本軍在甲午战争後期登上了劉公島，接收了島上的所有軍事設施、大量的軍備物資，並俘獲了北洋艦隊殘餘港內的十艘軍艦。經營近20年的北洋艦隊就此終結。 1898年，英國租借威海衛，該島也包括於內。1930年10月，中國收回除劉公島外的威海衛，而該島為英國海軍續租10年。在民國政府準備收回該島前的1938年被日軍再次佔領。而中國政府再次控制該島則要到1945年二战結束後才得以實現。 |
| 刘公岛                 | 山东省威海港附近               | 3.15                                | 1945年         | 中華民國         | 二戰日本戰敗               | 主權移交 | 1895年2月17日日本軍在甲午战争後期登上了劉公島，接收了島上的所有軍事設施、大量的軍備物資，並俘獲了北洋艦隊殘餘港內的十艘軍艦。經營近20年的北洋艦隊就此終結。 1898年，英國租借威海衛，該島也包括於內。1930年10月，中國收回除劉公島外的威海衛，而該島為英國海軍續租10年。在民國政府準備收回該島前的1938年被日軍再次佔領。而中國政府再次控制該島則要到1945年二战結束後才得以實現。 |
| 新界                   | 香港特區新界全境               | 952                                 | 1898年         | 大英帝國         | 《展拓香港界址專條》       | 割讓     | 1898-1941租借予英，1941-1945日佔，1945-1997再次歸英，1997年7月1日主權移交至中華人民共和國。 新界原屬广东省寶安縣，乃英屬香港兩次拓展的第二次。 包括大嶼山。 |
| 新界                   | 香港特區新界全境               | 952                                 | 1941年         | 大日本帝國       | 二戰香港保衛戰             | 佔領     | 1898-1941租借予英，1941-1945日佔，1945-1997再次歸英，1997年7月1日主權移交至中華人民共和國。 新界原屬广东省寶安縣，乃英屬香港兩次拓展的第二次。 包括大嶼山。 |
| 新界                   | 香港特區新界全境               | 952                                 | 1945年         | 大英帝國         | 香港重光                   | 恢復管治 | 1898-1941租借予英，1941-1945日佔，1945-1997再次歸英，1997年7月1日主權移交至中華人民共和國。 新界原屬广东省寶安縣，乃英屬香港兩次拓展的第二次。 包括大嶼山。 |
| 新界                   | 香港特區新界全境               | 952                                 | 1997年7月1日   | 中華人民共和國   | 香港主權移交               | 主權移交 | 1898-1941租借予英，1941-1945日佔，1945-1997再次歸英，1997年7月1日主權移交至中華人民共和國。 新界原屬广东省寶安縣，乃英屬香港兩次拓展的第二次。 包括大嶼山。 |
| 威海卫                 | 山东省威海市全境               | 746                                 | 1898年         | 大英帝國         | 《订租威海卫专条》         | 租借     | 1898年，英國租借威海衛。1900年，設威海衛行政長官署，屬英國殖民部。1930年10月，中國收回除刘公岛外的威海衛，置威海衛行政區，直屬國民政府行政院。 包括刘公岛。 |
| 威海卫                 | 山东省威海市全境               | 746                                 | 1930年10月1日  | 中華民國         | （需補充）                 |          | 1898年，英國租借威海衛。1900年，設威海衛行政長官署，屬英國殖民部。1930年10月，中國收回除刘公岛外的威海衛，置威海衛行政區，直屬國民政府行政院。 包括刘公岛。 |
| 胶澳                   | 山东省青岛市市區               | 552（1912年）                       | 1898年         | 德意志帝國       | 《胶澳租借条约》           | 租借     | 1898-1914租借予德、1914-1922日佔。 包括青島市環胶州湾地區。 |
| 胶澳                   | 山东省青岛市市區               | 552（1912年）                       | 1914年11月     | 大日本帝國       | 青島戰役                   | 佔領     | 1898-1914租借予德、1914-1922日佔。 包括青島市環胶州湾地區。 |
| 胶澳                   | 山东省青岛市市區               | 552（1912年）                       | 1922年12月10日 | 中華民國         | 《解決山東懸案條約》       | 主權移交 | 1898-1914租借予德、1914-1922日佔。 包括青島市環胶州湾地區。 |
| 广州湾                 | 广东省湛江市市區               | 約1,300                             | 1899年         | 法蘭西第三共和國 | 《中法互订广州湾租界条约》 | 租借     | 1899年由法國向清政府租借，直到二次大戰時的1943年被日軍佔領，1945年日本投降後，由法國主權移交至中華民國。 與广东省省會广州市無關。 |
| 广州湾                 | 广东省湛江市市區               | 約1,300                             | 1945年10月19日 | 中華民國         | 二戰日本戰敗               | 主權移交 | 1899年由法國向清政府租借，直到二次大戰時的1943年被日軍佔領，1945年日本投降後，由法國主權移交至中華民國。 與广东省省會广州市無關。 |
| 海兰泡以及江東六十四屯 | 俄羅斯阿穆尔州海兰泡以及附近   | 海蘭泡：320.97 江東六十四屯：約2800 | 1900年         | 俄羅斯帝國       | 义和团运动                 | 佔領     | 原黑龙江省黑河市主城區，今黑河市僅餘黑龍江南岸部分，北岸成為俄罗斯遠東地區阿穆爾州首府海兰泡。 1858年《璦琿條約》後清朝在黑龍江以北僅剩的領土，但在1900年义和团运动中俄國趁中國無暇兼顧東北情勢，派兵予以佔領，至此中國喪失所有黑龍江以北的領土，並持續至今。 清政府以及民國政府皆不承認俄國對此地的統治。1991年5月中华人民共和国和苏联劃定邊界，簽訂《中蘇國界東段協定》，中華人民共和國正式放棄該地之治權，注意此時蘇聯尚未解體。 |
| 海兰泡以及江東六十四屯 | 俄羅斯阿穆尔州海兰泡以及附近   | 海蘭泡：320.97 江東六十四屯：約2800 | 1991年         | 蘇聯             | 《中蘇國界東段協定》       | 放棄治權 | 原黑龙江省黑河市主城區，今黑河市僅餘黑龍江南岸部分，北岸成為俄罗斯遠東地區阿穆爾州首府海兰泡。 1858年《璦琿條約》後清朝在黑龍江以北僅剩的領土，但在1900年义和团运动中俄國趁中國無暇兼顧東北情勢，派兵予以佔領，至此中國喪失所有黑龍江以北的領土，並持續至今。 清政府以及民國政府皆不承認俄國對此地的統治。1991年5月中华人民共和国和苏联劃定邊界，簽訂《中蘇國界東段協定》，中華人民共和國正式放棄該地之治權，注意此時蘇聯尚未解體。 |

## 与领土相关的条约
- 1689年（康熙二十八年），中俄签订《尼布楚條約》，划定外东北边境。
- 1727年（雍正五年），中俄签订《恰克圖界約》、《恰克图条约》，划定乌里雅苏台（外蒙古地区）边境。
- 1842年（道光二十二年），中英签订《南京条约》，将香港岛割让给英国（1997年主權移交，《南京條約》擱置。）。
- 1858年（咸丰八年），中俄签订《璦琿條約》，中方割让按《尼布楚条约》规定原属中国的黑龙江以北约60万平方公里土地。（1999年中共再度確認。）
- 1860年（咸丰十年），英法聯軍之役后签订中英、中法《北京条约》，将九龍半島南部割让给英国（1997年主權移交，《北京條約》擱置）。同年中俄《北京条约》签订，将乌苏里江以东，包括库页岛在内的约40万平方千米的土地割让给俄国。（1999年中共再度確認。）
- 1864年（同治三年），中国与俄国签定《中俄勘分西北界约记》，将外西北（包括巴尔喀什湖之东南、伊犁以西、以及噴赤河以东的新疆帕米尔等地区）的44万平方公里割让给俄国。（1999年中共再度確認。）
- 1881年（光绪七年），中国与俄国签定《伊犁條約》。
- 1885年（光绪十一年），中国与法国签定《中法新约》，划定滇越边境。
- 1886年（光绪十二年），中国与英国签定《中英缅甸条款》，划定滇缅边境。
- 1887年（光绪十三年），《中葡和好通商條約》簽訂，中國同意葡萄牙“永居、管理澳門”（1999年政權移交）。
- 1895年（光绪二十一年），中国与日本签定《马关条约》，将臺灣以及澎湖列岛割让给日本。二戰后由中華民國政府實際統治至今。
- 1898年（光绪二十四年），中国与英国签定《展拓香港界址專條》，将香港附近新界等地租借给英国99年（1997年租約期滿，收回。）。
- 1911年（宣统三年），辛亥革命爆发后，南方各省及外蒙古等行政区相继宣布獨立，但清朝滅亡前仍未承認这些地区的独立。

### 書籍
- 《清史稿》
- 《中国历史地图集》